# Arctocephalus tropicalis
Arctophoca tropicalis, llamado comúnmente león marino subantártico, oso marino subantártico, o lobo marino subantártico, es una especie de mamífero pinnípedo de la familia de los otáridos que se distribuye en las aguas subantárticas.

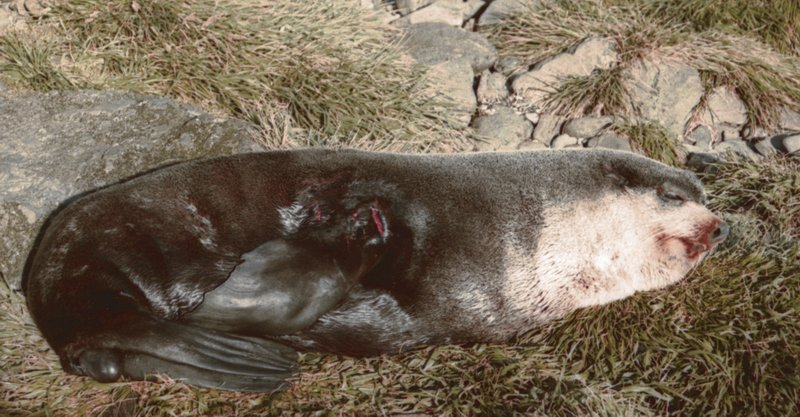
Un ejemplar herido macho adulto.

## Distribución
Habita varios archipiélagos subantárticos: Islas del Príncipe Eduardo, Diego Alvares, Islas Crozet, isla de Ámsterdam, isla de San Pablo y la Isla Macquarie.